# Ós Bru
Ós Bru (katalanska för 'brunbjörn') är en katalansk rockgrupp. Man har sedan 2013 givit ut två album och spelar poprock med inspiration från Supertramp och liknande progressiv rock.
Gruppen består av de tre kusinerna Roger Torrent Juan, Víctor Juan Abelló och Jordi Juan Llamas, med gruppens ledare Roger Torrent på sång och keyboard. Victor Juan spelar elgitarr, medan Jordi Juan spelar elbas och bidrar med bakgrundssång. Man skivdebuterade 2013 med det egenbetitlade albumet Ós Bru och återkom 2016 med den tio minuter långa singellåten "AP7", en cover av Kraftwerks låt.
2017 kom album nummer två, med titeln Hvala, nu utgivet på det lokala skivbolaget The Indian Runners. Titeln var efter det ryska ordet för 'hyllning', vilket även råkade vara namnet på den första vilda brunbjörnen som sattes ut i de östspanska/katalanska Pyrenéerna. Albumet lanserades med poplåten "Laberint" ('Labyrint'), med en video producerad av singer-songwritern Pol Fuentes. Både Fuentes och Torrent har en bakgrund som medlemmar i den numera upplösta gruppen Rosa-Luxemburg. Två år senare publicerades singeln "Heroi per inèrcia / El Botxi".
Ós Bru spelar en elegant poprock inspirerad av både Radiohead och anglosaxisk progressiv rock, och på gruppens hittills båda album har saxofon varit ett återkommande inslag.

## Diskografi
- Ós Bru (Zeppo Records, 2013)
- "AP7" (egenutgiven, 2016; singel)
- Hvala (The Indian Runners, 2017)
- "Heroi per inèrcia / El Botxi" (The Indian Runners, 2019; singel)